# Sulfatasa
Les sulfatases EC 3.1.6.- són enzims de la classe esterasa que catalitzen la hidròlisi dels èsters sulfatats. Es poden trobar en diversos substrats, inclosos esteroides, hidrats de carboni i proteïnes. Els èsters de sulfat es poden formar a partir de diversos alcohols i amines. En aquest darrer cas, els N-sulfats resultants també es poden denominar sulfamats.
Les sulfatases tenen un paper important en el ciclisme del sofre al medi, en la degradació dels glicosaminoglicans sulfatats i dels glicolípids en el lisosoma i en la remodelació dels glicosaminoglicans sulfats en l'espai extracel·lular. Juntament amb les sulfotransferases, les sulfatases constitueixen la principal maquinària catalítica per a la síntesi i la ruptura d'èsters sulfats.